# Fish Tales (film, 1936)
Fish Tales est un cartoon, réalisé par Jack King et sorti en 1936, qui met en scène Porky Pig.